# (4110) Keats
(4110) Keats (1977 CZ) – planetoida z pasa głównego asteroid okrążająca Słońce w ciągu 5,44 lat w średniej odległości 3,09 j.a. Odkryta 13 lutego 1977 roku.